# Medeola
Medeola (Asparagus asparagoides) är en art i familjen sparrisväxter och förekommer naturligt i Sydafrika. Arten odlas som rumsväxt i Sverige och används ibland som snittgrönt i buketter. Den har förvildats på flera håll i varmare länder och betraktas ibland som ogräs.
Arten skall skiljas från den amerikanska liljeväxten gurkrot (Medeola virginiana L.).

## Synonymer
Asparagus asparagoides (L.) W.Wight
Asparagus kuisibensis Dinter
Asparagus medeoloides var. angustifolius (Mill.) Baker
Dracaena medeoloides L.f.
Medeola angustifolia Mill.
Medeola asparagoides L.
Myrsiphyllum angustifolium (Mill.) Willd.
Myrsiphyllum asparagoides (L.) Willd.